# Zatyszszia (rejon krzemieniecki)
Zatyszszia (ukr. Затишшя) – wieś na Ukrainie, w obwodzie tarnopolskim, w rejonie krzemienieckim.